# Cassyma amplexaria
Cassyma amplexaria är en fjärilsart som beskrevs av Walker 1862. Cassyma amplexaria ingår i släktet Cassyma och familjen mätare. Inga underarter finns listade i Catalogue of Life.